# Фессенден, Уильям Питт
Уильям Питт Фессенден (англ. William Pitt Fessenden; 16 октября 1806 — 8 сентября 1869) — американский политик, сенатор, 26-й министр финансов США.

## Биография
Уильям Фессенден родился в Боскауэне, штат Нью-Гэмпшир. Его отец был членом парламента Массачусетса и противником рабства. Двое из братьев Уильяма являлись членами Палаты представителей. В 1823 году Фессенден окончил Боудин-колледж в Брансуике, а в 1827 году был принят в коллегию адвокатов. В том же году он стал соучредителем движения трезвости (Общество умеренности). Далее, несколько лет Фессенден провёл в качестве члена совета Смитсоновского института.
В 1858 году Уильям Фессенден получил в колледже Боудойн звание почётного доктора права. В 1864 году он стал почётным доктором права в Гарвардском университете.
Свою политическую карьеру Уильм Фессенден начал в 1832 году с победы на выборах в Палату представителей, где до 3 марта 1843 года представлял интересы 2-го избирательного округа штата Мэн от партии вигов. В 1840, 1848 и 1852 годах Фессендер состоял в делегации от партии вигов на Национальной конвенции.
4 марта 1853 года Фессенден был избран в Сенат США. Будучи сенатором, он был одним из главных противников Стивена Дугласа, который представил закон Канзас-Небраска, предусматривавший создание самостоятельных штатов Канзас и Небраска. 5 июля 1864 года президент Авраам Линкольн назначил Уильяма Фессендена министром финансов США, взамен ушедшего на пенсию Салмона Чейза. На этом посту он отвечал главным образом за финансирование работы правительства к концу Гражданской войны.
Умер Уильям Фессенден 8 сентября 1869 года, был похоронен на кладбище Эвергрин в Портленде, штат Мэн.